# ブルーノ・ドス・サントス・モラエス
ブルーノ・モラエス (Bruno Moraes) ことブルーノ・ドス・サントス・モラエス（Bruno dos Santos Moraes, 1984年7月7日 - ）は、ブラジル・サントス出身の元サッカー選手。現役時代のポジションはFW（センターフォワード）。

## クラブ歴
地元クラブであるサントスFCのBチームから19歳でFCポルトに加入した。2003-04シーズンはプリメイラ・リーガで2試合に出場したものの故障に苦しみ、2005-06シーズンや2007-08シーズンは出場がなかった。同クラブで最も成功した2006-07シーズンにはリーグで12試合2得点の結果を残した他、UEFAチャンピオンズリーグでも出場した。また、2004-05シーズンはヴィトーリア・セトゥーバルへのシーズンローンとなりレギュラーとして活躍、2008-09シーズンも同クラブにレンタルされたが負傷によって途中で切り上げとなった。2010年1月には怪我から復帰し6月までの契約であった自身をメンバーに入れるようジェズアウド・フェレイラ監督に懇願したが、リオ・アヴェFCへのレンタル移籍となった。
2010年夏にルーマニアのACFグロリア・ビストリツァに加入し、2011年2月にアソシアソン・ナヴァル・プリメイロ・デ・マイオに移籍してポルトガル復帰。4ヶ月の間レギュラーとしてプレーしたものの、クラブの降格を阻止することはできなかった。同年7月末にアル・アハリへの移籍が破談となるとUDレイリアに加入したが、2011-12シーズン末にまたも降格を経験することとなった。
2012年10月8日にハンガリーのウーイペシュトFCに1年契約で加入。2013-14シーズンはジル・ヴィセンテFCに在籍しポルトガルに再復帰した。その後、アソシアソン・ポルトゥゲーザ・ジ・デスポルトスを経て、リーガプロのヴァルジムSCに加入、3度目のポルトガル復帰となった。
2018-19シーズンより、SCエスピーニョからCDトロフェンセへ移籍した。

## 人物
スポーツ一家に生まれた。父も元サッカー選手で、CRフラメンゴやサントスに所属した。母はサンパウロ州王者の元テニス選手。弟のジュニオール・モラエスもサッカー選手。また姉妹もサッカーをしていたが怪我のため引退している。

## タイトル
ポルト
- プリメイラ・リーガ : 2003-04, 2006-07
- UEFAチャンピオンズリーグ : 2003-04

ヴィトーリア・セトゥーバル
- タッサ・デ・ポルトガル : 2004-05